# SdKfz 254
SdKfz 254 е полуверижна разузнавателна машина използвана от Нацистка Германия по време на Втората световна война.
През 1936 г. превозното средство е разработвано под името RK-7 като артилерийски влекач за австрийската армия. Пробните тестове са завършени през 1937 г. и производството на машината започва през следващата година. 12 машини са използвани в Аншлуса (анексирането на Австрия от Нацистка Германия през 1938 г.).
След това производството на SdKfz 254 продължава и според записките са конструирани 140 полуверижни машини от този тип. Дадено им е новото немско обозначение Sdkfz 254. Машината използва колела при употреба по нормални пътища и вериги при трудно проходими терени. Значителен брой са на служба в Немския африкански корпус.